# Donato Marra

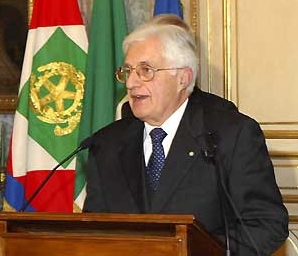
Donato Marra.

Donato Marra (Napels, 8 augustus 1940) is een Italiaanse politicus.

## Secretaris-generaal
Marra is sinds 2006 de secretaris generaal (Segretario generale della Presidenza della Repubblica) van de Italiaanse president Giorgio Napolitano, die resideert op het Palazzo del Quirinale.
Donato Marra bekleedde van 1989 tot 1994 de functie van secretaris-generaal van de Camera dei deputati in Italië. Nadien was hij van 1995 tot 1996 staatssecretaris van justitie in de regering van Lamberto Dini.
Hij kwam internationaal in beeld op 12 november 2011 toen hij het ontslag bekendmaakte van de Italiaanse premier Silvio Berlusconi naar aanleiding van de Eurocrisis.